# Fredegarjeva kronika
Fredegarjeva kronika je kronika, ki opisuje dogodke v frankovski Galiji od leta 584 po okoli 641.
Kronika, katere avtorstvo ni zanesljivo, je pripisana Fredegarju Scholasticusu. Ta Fredegar je bil Burgund. Nekaj časa so znanstveniki domnevali, da je Fredegarjevo delo plod vsaj treh avtorjev, dokler ni Marcel Baudot pokazal, da je delo verjetno napisal en sam pisec. Glede na notranjo zgradbo je bila IV. knjiga, ki omenja kralja Sama, napisana okoli leta 660. Omenjena kronika je skupaj z Decem Libri Historiarum Gregorja iz Toursa in kroniko Liber Historiae Francorum najpomembnejši narativni vir za zgodovino Galije med koncem rimske oblasti in uveljavitvijo Karolingov. Za zgodovino zahodnih Slovanov in zgodovino Slovencev je Fredegarjeva kronika pomembna zaradi tega, ker je edini sodobni vir tistega časa, ki omenja kralja Sama in njegovo kraljestvo.